# Li Zongren
Pour les articles homonymes, voir Li.
Dans ce nom chinois, le nom de famille, Li, précède le nom personnel Zongren.
Li Zongren, ou Li Tsung-Jen, ou Li Chong-Jin (chinois : 李宗仁; pinyin: Lǐ Zōngrén), né le 13 août 1890 et mort le 13 janvier 1969, est un militaire, homme d'État et seigneur de la guerre chinois.

## Biographie
Né à Xixiang (Guilin, Guangxi, Chine) d'un père instituteur, Li Zongren rejoint le Tongmenghui en 1910. Diplômé de l'école militaire du Guangxi, il rejoint ensuite les forces armées dirigées dans le Guangxi par Lu Rongting à l'époque des seigneurs de la guerre chinois.
Il rejoint le Kuomintang en 1923, lui apportant les troupes qu'il commande dans la région. L'expédition du nord, menée par le Kuomintang contre les seigneurs de la guerre pour unifier le gouvernement de la république de Chine, lui permet de s'affirmer comme le dirigeant militaire de fait du Guangxi. En 1927, ses troupes prennent Wuhan.
À partir de 1929, sa rivalité avec Tchang Kaï-Chek s'intensifie. Elle dégénère en conflit armé l'année suivante, avec la guerre des plaines centrales. Li Zongren forme une coalition contre Tchang Kaï-Chek avec Wang Jingwei, Yan Xishan et Feng Yuxiang : son armée prend Yueyang, mais en est finalement chassée. Après la défaite de ses troupes et la reddition de ses alliés, Li Zongren doit se retrancher dans le Guangxi avec ses hommes, et forme une alliance avec Chen Jitang, chef du gouvernement rival du Guangdong.
L'invasion de la Mandchourie par le Japon en 1931 amène cependant les factions rivales à s'unir. Toutefois, au cours de l'incident de Liangguang en 1936, il n'hésita pas à se préparer à une guerre ouverte contre Tchang Kaï-shek pour l'empêcher de perdre son pouvoir sur sa province. C'est durant la guerre sino-japonaise que Li Zongren se rallie et combat dans le camp de Tchang Kaï-Chek, et mène plusieurs batailles contre l'envahisseur japonais.

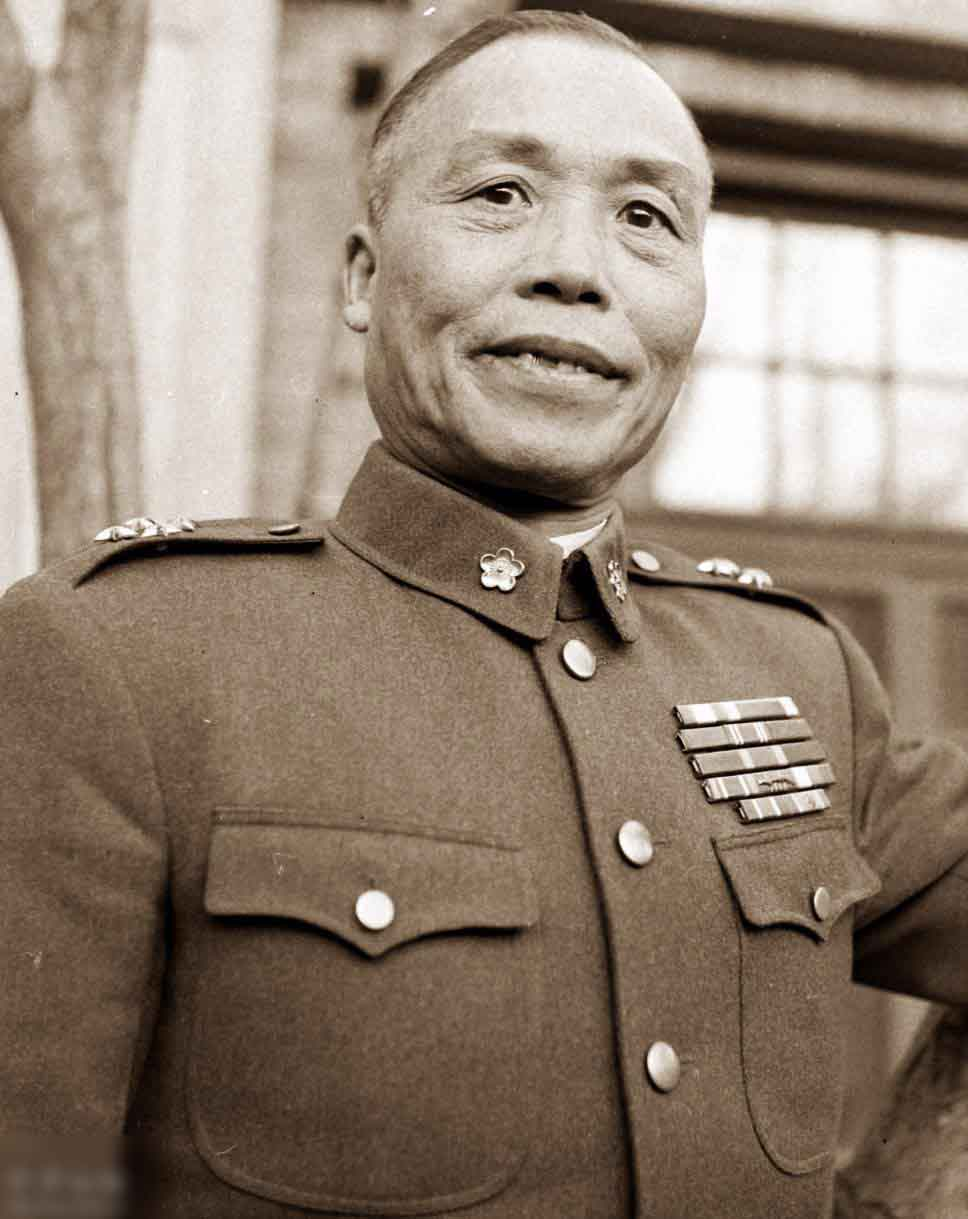
Li Zongren entre 1946 et 1949.

Après la fin du conflit contre les japonais, et alors que la guerre civile entre nationalistes et communistes reprend, Li Zongren est écarté des responsabilités par Tchang Kaï-Chek. Le 28 avril 1948, cinq jours après l'élection formelle de Tchang Kaï-Chek comme président de la république de Chine, Li revient sur le devant de la scène en étant élu par l'Assemblée vice-président de la république de Chine, contre la volonté de Tchang qui soutenait un autre candidat.
Quand Tchang démissionne de son poste le 21 janvier 1949 face aux succès des communistes, Li assure l'intérim de la présidence. Contre l'avis de la faction de Tchang, il tente d'abord de négocier avec les communistes, mais ceux-ci quittent la table des négociations le 20 avril : leurs troupes franchissent le Yangtsé le lendemain, et prennent Nankin le 23. Li déplace le gouvernement à Canton et tente d'organiser la défense. En novembre de la même année, Canton tombe à son tour, et Tchang Kaï-Chek déplace le gouvernement à Chongqing. Li Zongren, malade, doit se faire soigner à New York et se voit privé de tout pouvoir par Tchang, qu'il dénonce comme un usurpateur. Il est toujours président sur le papier quand la « Première République chinoise » cesse fin 1949 d'exister dans les faits, le gouvernement nationaliste se retirant de Chine continentale pour subsister à Taïwan.
En mars 1950, Tchang Kaï-Chek reprend de manière formelle son poste de président, tandis que Li redevient vice-président. En 1954, Tchang fait démettre Li Zongren de toutes ses fonctions officielles.
Li Zongren retourne alors en Chine continentale. Il s'installe à Pékin, où il bénéficie de la protection de Zhou Enlai, et annonce son soutien à la république populaire de Chine, sans reprendre de fonctions politiques actives.